# Ядерне випробування в Північній Кореї (2017)
Північна Корея провела своє шосте ядерне випробування 3 вересня 2017, згідно з японськими і південнокорейськими представниками. Міністерство закордонних справ Японії також прийшло до висновку, що Північна Корея провела ядерне випробування. Геологічна служба США повідомила про землетрус у 6,3 балів, недалеко від північнокорейського ядерного полігону Пунгері. Південнокорейські органи влади заявили, що землетрус, як видається, був штучним, а це відповідає ядерному випробуванню. Геологічна служба США, як і Центр мереж з питань сейсмології Китаю, повідомила, що через декілька хвилин після першої події стався другий, менший, землетрус на тому ж місці, який характеризувався обваленням порожнини.
Північна Корея ствердила, що вона провела випробування термоядерної бомби, яка може бути встановлена на міжконтинентальну балістичну ракету (МБР) з великою руйнівною силою. Фотознімки північнокорейського лідера Кім Чен Ина, який оглядає пристрій, що нагадує боєголовку з термоядерною зброєю, були випущені за кілька годин до випробування.

## Оцінки потужності
Згідно з попереднім звітом Кім Янг-Ву, начальника південнокорейського парламентського комітету оборони, потужність ядерного вибуху еквівалентна приблизно 100 кілотоннам ТНТ. За припущенням Корейської метеорологічної адміністрації, потужність вибуху становила 50—60 кілотонн. Вчені з Університету науки і техніки Китаю на основі сейсмічних результатів зробили висновок, що ядерне випробування відбулося в 03:30 UTC за координатами 41°17′53.52″ пн. ш. 129°4′27.12″ сх. д. / 41.2982000° пн. ш. 129.0742000° сх. д., за кількасот метрів від попередніх чотирьох випробувань (2009, 2013, січень і вересень 2016), тоді як його потужність становила 108,1 кілотонну. На противагу цьому, незалежне агентство з моніторингу сейсмічної активності NORSAR, спираючись на землетрус у 5,8 балів, підрахувало, що потужність вибуху становила близько 120 кілотонн. Німецький Федеральний інститут геонаук і природних ресурсів надав найвищу оцінку потужності в «кілька сотень кілотонн», виходячи з виявленого землетрусу в 6,1 балів.

## Реакція

### Міжнародна реакція
Південна Корея, Китай, Японія, Росія та члени ASEAN рішуче засудили ядерне випробування. Президент США Дональд Трамп опублікував повідомлення у Твіттері: «Північна Корея провела велике ядерне випробування. Їх слова й дії залишаються ворожими й небезпечними для США». На запитання, чи атакують Сполучені Штати Північну Корею, Трамп відповів: «Ми подивимося». Міністр оборони США Джеймс Меттіс попередив Північну Корею, заявивши, що країна отримає «масивну військову відповідь», якщо вона буде загрожувати США або їх союзникам. Відкрите екстрене засідання Рада Безпеки ООН було скликано 4 вересня 2017 року на прохання США, Південної Кореї, Японії, Франції та Великої Британії.

### Реакція України
Україна суворо засудила ядерне випробування, проведене 3 вересня 2017 року в КНДР, зазначивши, що в поєднанні з програмою створення балістичних ракет воно становить реальну загрозу безпеці не лише сусіднім країнам, а й світовій спільноті, і суперечить численним резолюціям Ради Безпеки ООН.
Водночас Україна закликала Північну Корею припинити всі випробування ядерної зброї, а також повністю відмовитися від програм ядерної й ракетної зброї, зазначивши, що готова приєднатися до більш рішучих дій міжнародної спільноти, зокрема, з використанням важелів у РБ ООН, для протидії подальшим ядерним і ракетним загрозам.
Разом із тим Україна закликала РБ ООН провести детальне експертне дослідження розвитку північнокорейської ядерної та ракетної програм у контексті можливої іноземної допомоги в цій галузі.